# Уезд (Ивано-Франковская область)
Уезд (укр. Уїзд) — село в Рогатинской городской общине Ивано-Франковского района Ивано-Франковской области Украины.
Население по переписи 2001 года составляло 358 человек. Занимает площадь 5,413 км². Почтовый индекс — 77045. Телефонный код — 03435.